# Cefalônia
Cefalônia (português brasileiro) ou Cefalónia (português europeu) (em grego Κεφαλληνία) é uma ilha e uma unidade regional da Grécia, localizada na região das Ilhas Jônicas. Sua capital é a cidade de Argostoli. Está separada de Ítaca pelo estreito de Ítaca. O seu ponto mais alto é o monte Ainos.

## Mitologia
O nome da ilha é derivado de Céfalo, filho de Deioneu; exilado de Atenas por ter matado sua esposa Prócris, ele ajudou Anfitrião a destruir os teléboas e passou a habitar esta ilha, que recebeu o nome de Cefalênia por causa dele.

## História moderna
Durante a Segunda Guerra Mundial, a ilha foi ocupada pelos italianos em 1 de maio de 1941 como parte da campanha da Grécia. Depois do armistício de 8 de setembro de 1943, as forças de ocupação italianas recusaram-se a entregar as armas e munições a seus ex-aliados alemães e foram atacadas com a perda de cerca de milhares de homens. Dos sobreviventes, outros milhares foram executados em represália (14-22 de setembro de 1943).